# James Pond 2: Codename RoboCod
 (août 2015).
Si vous disposez d'ouvrages ou d'articles de référence ou si vous connaissez des sites web de qualité traitant du thème abordé ici, merci de compléter l'article en donnant les références utiles à sa vérifiabilité et en les liant à la section « Notes et références ».
James Pond 2: Codename RoboCod est un jeu vidéo de plates-formes développé par Vectordean et édité par Millennium Interactive en 1991 sur Amiga 500 et Atari ST. Le jeu a été adapté sur Amiga 1200, Amiga CD32, Commodore 64, DOS, Game Gear, Mega Drive et Super Nintendo (Super James Pond II). Dans les années 2000, Play It a commercialisé des versions Game Boy Advance, PlayStation, Nintendo DS et PlayStation 2. Aux États-Unis, la version Super Nintendo est connue sous le nom Super James Pond.
Dans cette aventure, qui fait suite à James Pond: Underwater Agent, James Pond, alias RoboCod, doit déjouer les tours de Dr Maybe qui a plastiqué les fabriques de jouets situées au Pôle Nord.

## Développement
La version Amiga CD32, l'un des premiers jeux à sortir sur cette machine, dispose d'une introduction sous forme de dessin animé, d'une musique de qualité CD, ainsi que d'une bande-annonce de James Pond 3 : Operation Starfish.[réf. nécessaire]
James Pond 2 est l'un des premiers jeux commerciaux à bénéficier d'un placement de produits. Les biscuits Penguin de la marque anglaise McVitie's sont ainsi mis en avant dans le jeu. À la même époque, Zool, également issu d'un développeur anglais et sorti initialement sur Amiga, faisait du placement de produit pour la marque de sucette Chupa Chups.
Équipe de développement
- Conception, programmation et graphisme : Chris Sorrell
- Graphisme additionnel : Leavon Archer
- Conception des niveaux : Steve Bak
- Musique : Richard Joseph
- Conversion ST : Steve Bak
- Conversion Mega Drive : Simeon C. Pashley
- Conversion Master System : Tiertex
- Conversion DOS : Intellectual Software
- Conversion GBA : Creature Labs
- Conversion Super Nintendo : Gary Richards, Mike Ball